# پیست تویین رینگ موتگی
پیست تویین رینگ موتگی (انگلیسی: Twin Ring Motegi) یک پیست ورزش‌های موتوری در موتگی، ژاپن است.
این پیست که در سال ۱۹۹۷ تأسیس شده برای مسابقات موتورسواری و اتوموبیل‌رانی استفاده می‌شود و ظرفیت آن ۶۸٬۱۵۶ نفر است.

## نگارخانه

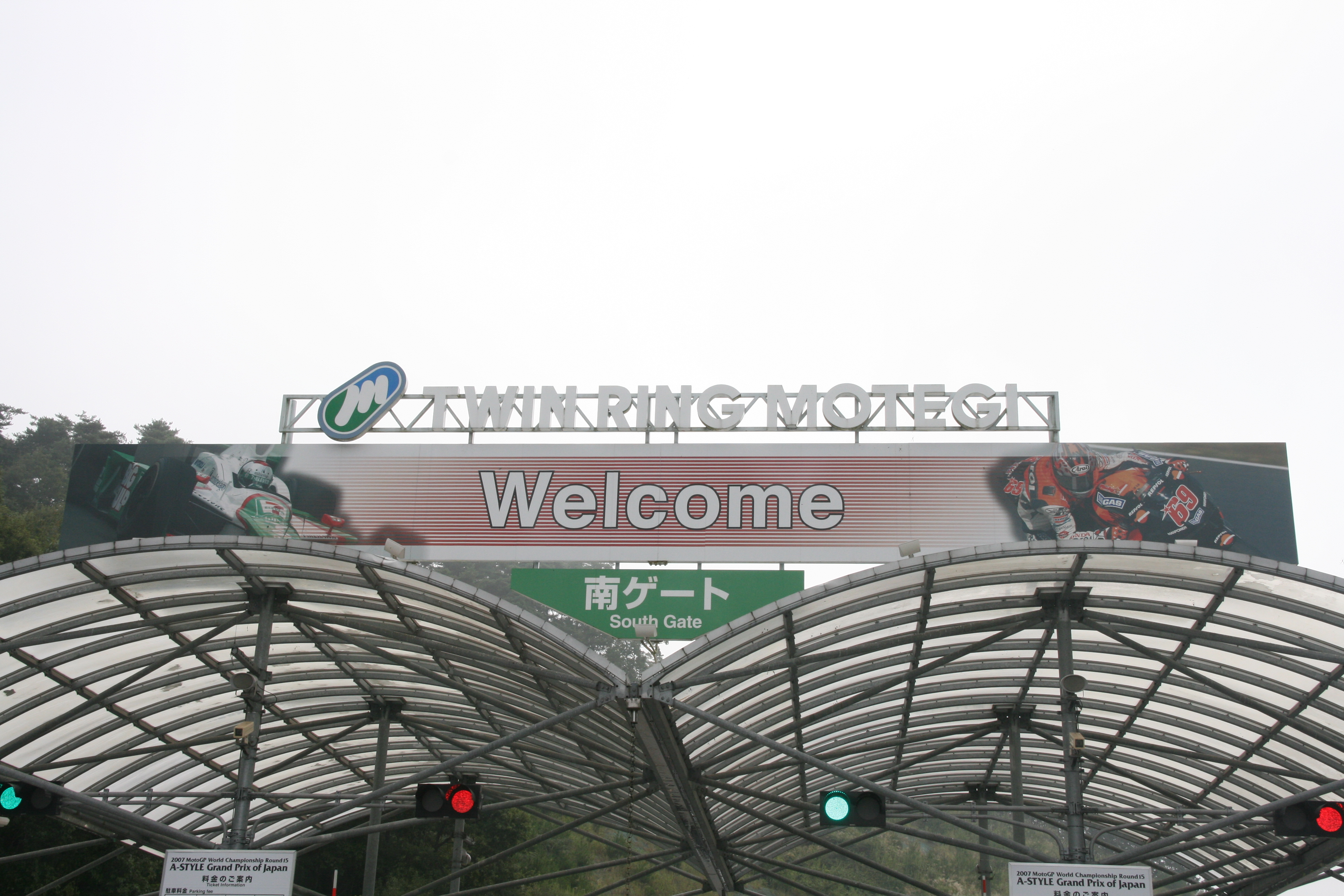
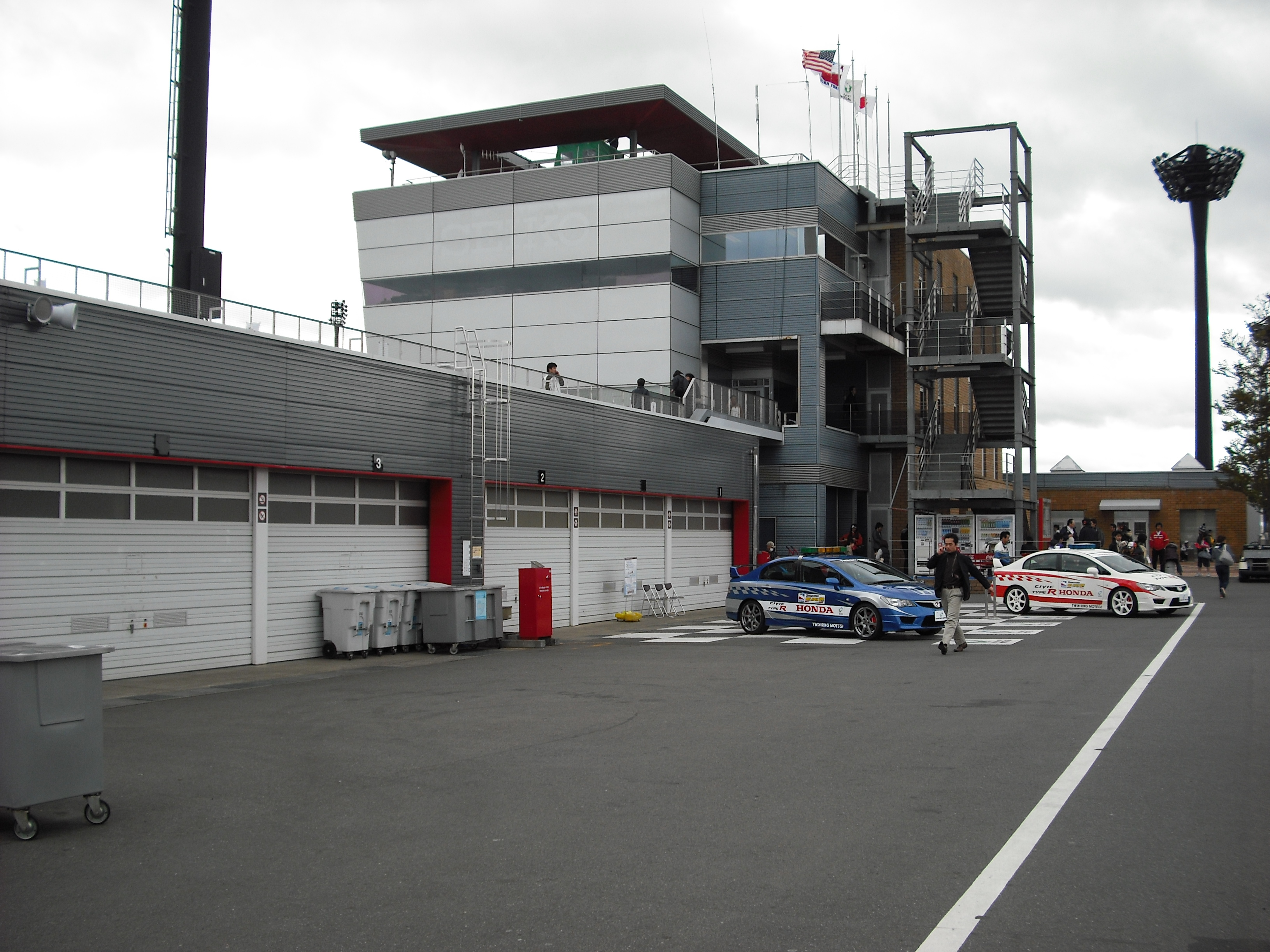
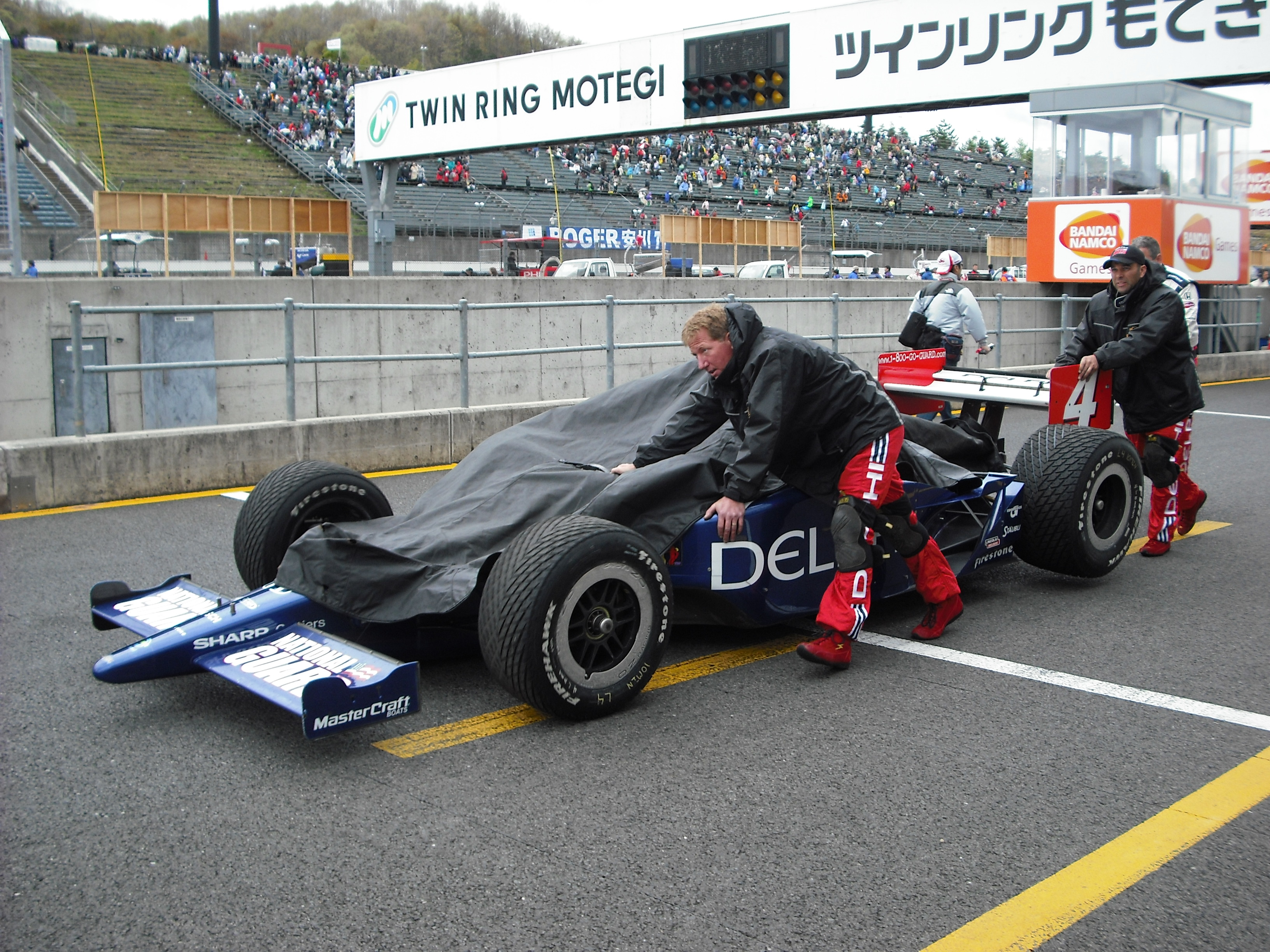